# Souterrain bei Glenkindie House
Das Doppelkammer-Earthhouse Glenkindie House (auch Strathdon Earth-house) ist ein Souterrain, das 1817 in Aberdeenshire in Schottland entdeckt wurde. Es wurde etwa 800 m vom Fluss Don entfernt in der Nähe des Herrenhauses Glenkindie House, von einem heute nicht mehr erkennbaren Cairn bedeckt, aufgefunden. Das gekrümmte Souterrain liegt auf einem bewaldeten Hügel auf einer Höhe von 250 m. E. T. Wainwright lenkte die Aufmerksamkeit auf dieses für die Gruppe untypische Souterrain.
Seit 2003 ist die Anlage als Scheduled Monument geschützt.

## Beschreibung
Bei Souterrains wird zwischen „rock-cut“, „earth-cut“, „stone built“ und „mixed“ Souterrains unterschieden. Das gut erhaltene Souterrain befindet sich auf einer schmalen Terrasse unter einer Baumgruppe 340 m südwestlich von Glenkindie House. Es besteht aus zwei Gängen oder Kammern. Die nördliche ist nur von der Hauptkammer aus durch einen schmalen Gang am Westende der Nordwand erreichbar. Als das Souterrain  entdeckt wurde, war die gekrümmte Hauptkammer 10 m lang. Im Jahre 1888 hatte sie nur noch eine Länge von etwa 6,6 m. Die beiden Galerien waren 1,65 bis 1,95 m hoch und 1,85 bis 2,77 m breit. Der ursprüngliche Zugang zur Hauptkammer ist verschüttet. Er war 1817 anscheinend noch sichtbar. Damals erstreckte sich der zugängliche Gangteil mindestens weitere drei Meter nach Osten. Das Ende des Ganges und die Einzelheiten des Zugangs liegen wahrscheinlich unter einer Erdrampe, die sich im Souterrain befindet und durch eine Zerstörung des Daches eingetragen wurde. Die Wände sind aus Bruchsteinmauerwerk auf einer Basis aus großen aufrechten Felsen, von denen einige über einen Meter hoch sind. Oberhalb wurde ein Trockenmauerwerk eingebracht. Das Dach besteht aus großen unregelmäßigen Platten, von denen die größte 1,5 m breit und wahrscheinlich mindestens 2,5 m lang ist. Die Lücken zwischen ihnen sind mit kleineren Platten gefüllt worden. 

## Seitenkammer
1,6 m vom Westende und 0,6 m über dem Boden-Niveau befindet sich der Zugang zur Nordkammer. Der Trilithenzugang durch drei große Steine (zwei Pfosten und ein Sturz) hat etwa 0,75 m Höhe, 0,5 m Breite und ist 0,6 m lang. Es gibt Anhaltspunkte dafür, dass der Zugang ursprünglich auch einen Schwellenstein hatte. Die Nordkammer mit einem Lüftungsloch im Dach misst fünf Meter in der Länge und ist bis zu 1,9 m breit und hoch. Der Boden liegt bündig mit dem Zugang 0,6 m über dem Niveau der Hauptkammer. Der Aufbau der Wände und des Daches ist ähnlich dem der Hauptkammer.